# Bajchén, Tenejapa
Bajchén är en ort i Mexiko.   Den ligger i kommunen Tenejapa och delstaten Chiapas, i den sydöstra delen av landet, 800 km öster om huvudstaden Mexico City. Bajchén ligger 2 226 meter över havet och antalet invånare är 294.
Terrängen runt Bajchén är huvudsakligen kuperad, men norrut är den bergig. Runt Bajchén är det ganska tätbefolkat, med 155 invånare per kvadratkilometer. Närmaste större samhälle är San Cristóbal de las Casas, 18,9 km sydväst om Bajchén. I omgivningarna runt Bajchén växer i huvudsak städsegrön lövskog.